# Obični grab
Obični grab (lat. Carpinus betulus), bjelogorično je drvo iz porodice Betulaceae.

## Rasprostranjenost
Rasprostranjen je u Europi i jugozapadnoj Aziji. Raste u mezofilnim šumama. U nizinskom području uspijeva na izdignutim terenima, a brežuljkasto područje najbolje mu odgovara.

## Izgled
Obični grab je do 25 m visoko drvo. Ima glatku i sivkastu koru. 
Lišće mu je jajoliko, ušiljeno, 5-10 cm dugo, sa svake strane ima po 11-15 žila. U jesen je zlatno-žute boje. Plodni list je trolap, a srednji je lap najveći. Plod orašćić je do 8 mm dug i rebrast. Pupovi su cvjetni. Muški i ženski cvatovi tjeraju s listovima. Supke su obrnuto jajolike i imaju streličasto urezan rub.

## Ekološki zahtjevi
Dobro podnosi mraz, zbog toga raste i u uvalama i mrazištima. Ne raste u području, gdje ima poplava i stajaće vode.

## Ljekovitost
Listovi se mogu koristiti za zaustavljanje krvarenja iz manjih rana.
- Obični grab - Carpinus betulus
- Grančica s plodovima

## Vanjske poveznice
- Plants For A Future